# 未知瑠
未知瑠（みちる/MICHIRU、1980年9月19日 - ）は、日本の作曲家、編曲家。女性。兵庫県たつの市出身。本名：佐藤 未知瑠（さとう みちる、旧姓：飯田）。

## 略歴
兵庫県立龍野高等学校時代に作曲家を志すも不登校を経験し中退。大学入学資格検定合格を経て東京藝術大学に進む。2004年、東京藝術大学音楽学部作曲科を首席で卒業。2006年、同大学院修了。2005年には、アンサンブル・ノマドからのオファーにより『トルコ民族音楽による6つの小品 for Ensemble NOMAD』を発表。大学院修了後、スタジオワーク、番組音楽、イベント音楽等の仕事を開始。2009年横浜開国博Y150に於いてパビリオン『氷山ルリの大航海』音楽を担当。佐橋俊彦のもとでアシスタントを務めていた。

## ディスコグラフィー

### ソロアルバム
2009年
- 1st ソロアルバム『ワールズエンド・ヴィレッジ -WORLD'S END VILLAGE』（12月5日）

2015年
- 2nd ソロアルバム『空話集～アレゴリア・インフィニータ』（5月27日）

### 映画音楽
2011年
- たからさがし（三鷹の森ジブリ美術館にて上演されている短編映画）

2013年
- 美人の多い料理店

2017年
- 真白の恋
- 二度めの夏、二度と会えない君
- あさひなぐ

2018年
- あの頃、君を追いかけた

2019年
- 映画 賭ケグルイ

2020年
- もみの家
- ぐらんぶる ※共同
- ふしぎ駄菓子屋 銭天堂
- 映画 ギヴン
- 劇場版 BEM 〜BECOME HUMAN〜 ※共同

2021年
- 映画 賭ケグルイ 絶体絶命ロシアンルーレット

2024年
- 映画 ギヴン 柊mix
- 映画 ギヴン 海へ

2025年
- 遺書、公開。

### アニメ音楽
2016年
- 終末のイゼッタ

2017年
- エスカクロン

2018年
- 刻刻
- 三ツ星カラーズ
- モリモリ島のモーグとペロル

2019年
- 7SEEDS
- BEM
- ギヴン
- 本好きの下剋上 司書になるためには手段を選んでいられません

2020年
- 7SEEDS（第2期）
- 本好きの下剋上 司書になるためには手段を選んでいられません（第2期）
- ふしぎ駄菓子屋 銭天堂

2021年
- たとえばラストダンジョン前の村の少年が序盤の街で暮らすような物語
- 擾乱 THE PRINCESS OF SNOW AND BLOOD

2022年
- トモダチゲーム
- 処刑少女の生きる道
- ダンス・ダンス・ダンスール
- 本好きの下剋上 司書になるためには手段を選んでいられません（第3期）
- 黒の召喚士 ※共同

2023年
- 転生貴族の異世界冒険録〜自重を知らない神々の使徒〜

### ドラマ音楽
2013年
- たべるダケ（テレビ東京 出演：後藤まりこ、新井浩文）

2015年
- 恋愛時代（読売テレビ・日本テレビ 出演：比嘉愛未、満島真之介）

2016年
- 土曜ワイド劇場『検事・悪玉』（テレビ朝日 出演：橋爪功、真野恵里菜）

2018年
- 賭ケグルイ（TBS.MBS 出演：浜辺美波、高杉真宙）
- デッドフレイ ～青い殺意～（NHK総合 出演：井之脇海、ミムラ）
- ラブリラン（読売テレビ・日本テレビ 出演：中村アン、古川雄輝）
- 日曜プライム 『検事・悪玉』（テレビ朝日 出演：橋爪功、真野恵里菜）
- 炎上弁護人（NHK総合 出演：真木よう子、仲里依紗）

2019年
- 賭ケグルイ season2（TBS.MBS 出演：浜辺美波、高杉真宙）

2020年
- 連続ドラマW『大江戸グレートジャーニー 〜ザ・お伊勢参り〜（WOWOW 出演：丸山隆平、芳根京子）

2021年
- 賭ケグルイ双（Amazon Prime Video 出演：森川葵、佐野勇斗、生田絵梨花、浜辺美波、高杉真宙）

2022年
- 鹿楓堂よついろ日和（テレビ朝日 出演：小瀧望、葉山奨之、大西流星、佐伯大地）

2023年
- BS時代劇『あきない世傳 金と銀』（NHK 出演：小芝風花、加藤シゲアキ、渡辺大、松本怜生）

2024年
- 『マルス-ゼロの革命-』（テレビ朝日 出演：道枝駿佑、板垣李光人）

2025年
- BS時代劇『あきない世傳 金と銀２』（NHK 出演：小芝風花、加藤シゲアキ、松本怜生）

### 楽曲提供
2009年
- 『二つの宇宙』『Beautiful Treasure』/Jisongデビューマキシシングル（作編曲）（1月21日）
- 『愛の秘密』/寺尾紗穂アルバム『愛の秘密』収録（編曲）（4月22日）
- 『故郷の空』/冨永裕輔アルバム『On my way』収録（楽曲提供）（11月13日）

2010年
- 『もののけ姫』/井上あずみアルバム『ジブリ名曲セレクション Dear GHIBLI』収録（編曲）（5月12日）
- 今井ゆうぞうアルバム『君と歩いた時間』（編曲）（5月19日）
- Jisongアルバム『The Everlasting』（編曲）（6月21日）
- 『C'est la vie [Re:]』/ソノダバンドアルバム『ルネサンス』収録（ストリングス編曲）（10月20日）

2011年
- 『文字のないページ』/空気公団アルバム『春愁秋思』収録（ストリングス編曲）（2月16日）
- 『もういいかい』/石川さゆり NHKみんなのうた（8-9月） アルバム『石川さゆり２０１２年全曲集』収録（編曲）

2012年
- 『千の風になって』/宮本笑里 アルバム『renaissance』収録（編曲）（3月17日）
- 『花は咲く』/石川さゆり アルバム『X -Cross-』収録（編曲）（9月19日）

2013年
- 『ふきとひよこ』/真依子 （編曲）（4月-5月 NHKみんなのうた）
- 「かわらないもの/ふきとひよこ」真依子 アルバム『かわらないもの』収録（編曲）（12月18日）

2014年
- 『Theme of YOU 』/山下智久 アルバム『YOU』収録（編曲）（10月8日）
- カノン アルバム『Lullaby with Love』（編曲）（10月8日）
- 真依子 アルバム『箏-koto-日本の叙情歌・唱歌~』（編曲）（12月24日）『箏-koto-おもひでのうた~』 （編曲）（2015年10月21日）

2015年
- 『記憶の湖』/高垣彩陽 アルバム『individual』収録（編曲）（11月25日）

2016年
- 『MY WAY』/Origa シングル『MY WAY』収録（編曲）（1月20日）
- 『TickTack…Bomb』/内田真礼 シングル『Resonant Heart』収録（作編曲）（5月11日）
- 『来て見てここはね/木の花の咲くや』/真依子 アルバム『Sou-Sei』（作編曲/編曲）（8月21日）

2017年
- 『Live & Try』/高垣彩陽 シングル『Live & Try』収録（編曲）（1月18日）
- 『光のはじまり』/南條愛乃 シングル『光のはじまり』収録（作編曲）（5月17日）
- 『OTO』/南條愛乃 アルバム『サントロワ∴』収録（作編曲）（7月12日）

2018年
- 『Lost child』/ヴァイオレット・エヴァーガーデン ボーカルアルバム『Song letters』収録 歌 - TRUE 茅原実里（作編曲）（3月28日）

2023年
- 『いのちの名前』/井上あずみアルバム『ジブリ名曲セレクション Dear GHIBLI Ⅱ』収録（編曲）（7月5日）

### CM
2010年
- アステラス製薬『120文字のアステラス』(編曲)

2011年
- コーセーコスメポート『サロンスタイルヘッドスパ』（作編曲）
- せんねん灸『めぐりあう今』歌：米良美一（作編曲）

2012年
- 積水ハウス 企業CM『家はLove Song篇』歌：村上ゆき（編曲）

2018年
- 象印 炎舞炊き 歌：青葉市子（作編曲）